# Высшая лига чемпионата Латвии по хоккею
Высшая лига чемпионата Латвии по хоккею (с 2017 года — Хоккейная лига Optibet; латыш. Latvijas Virslīgas hokeja čempionāts; Optibet hokeja līga) — главная хоккейная лига Латвии. Основана в 1931 году, восстановлена в 1991. Проведением чемпионата занимается Федерация хоккея Латвии.

## История
Первый чемпионат в Латвии был разыгран в 1931 году среди 9 команд, разделённых на две зоны — Рижскую и Лиепайскую. В Рижской зоне играло 6 команд — «Юнион», ЛСБ, РФК, АСК Рига, «Университатес Спортс» и «Кайзервальд». В Лиепайской зоне участвовало 3 команды — «Олимпия», ЛТК И АСК Лиепая. В финале играли победители зон. В первом сезоне ими стали «Юниорс» и «Олимпия». Первым в истории чемпионом страны стали рижане, выигравшие матч со счётом 14:1.
В 1934 году оба чемпионата были объединены.
Во время Второй мировой войны в лиге выступали три команды. После войны чемпионат Латвии был заменён на чемпионат ЛССР по хоккею с шайбой.
После восстановления независимости Латвии лига была воссоздана. Девяностые годы характеризуются большим числом команд в чемпионате — до двадцати.
В 1999 году в лиге дебютировал лиепайский «Металлург», уже в первый сезон выиграв чемпионский титул. В 2000 году с победы в лиге дебютировал клуб «Рига 2000». В 2007 году главным спонсором чемпионата стала компания Самсунг, вследствие чего чемпионат стал именоваться «Самсунг Премьер-лига». С 2003 по 2012 годы в лиге играла литовская команда «Энергия». В сезоне 2007/08 также приняла участие эстонская команда «Тарту Даймондс». Некоторые латвийские команды в это время также параллельно играли и в Белорусской экстралиге.
Из-за экономического кризиса в Латвии в 2009 году большинство команд турнира оказались расформированы, или им был сокращён бюджет, из-за чего в 2009—2013 годах уровень чемпионата заметно падает. В 2009 году был расформирован «Рига 2000», в 2011 за ним следовал «АСК/Огре», в 2012 — «ДХК Латгале», а в 2013 из-за финансовых проблем закончил существование лиепайский «Металлург». С семью чемпионскими титулами лиепайский «Металлург» был и остаётся самой титулованной командой.
В чемпионатах 2013—2015 годов дебютируют новосозданные «Курбадс», «Мого» и «Лиепая», которые возродили интерес к чемпионату. Выросла посещаемость турнира. В дебютном сезоне 2015 года «Мого» выиграл чемпионский титул. Сезоны 2015/16 и 2016/17 стали первыми, где понадобились 7 игр для того, чтобы выявить чемпиона.
Летом 2017 года главным спонсором чемпионата стала фирма Optibet, вследствие чего чемпионат стал именоваться «Хоккейная лига Optibet». В 2022 к турниру присоединяется «Динамо» (Рига), покинувшее Континентальную хоккейную лигу на фоне вторжения России на Украину. Также присоединяются 3 литовские команды: возвращается «Энергия», дебютируют «Каунас Сити» и «7bet-Hockey Punks».
В 2023 году к турниру возвращается рижская команда «Курбадс», кроме того, к участию присоединилась и команда из Эстонии под названием «Пантер». Таким образом, лига превратилась в высшую балтийскую хоккейную лигу. «Динамо» (Рига) и даугавпилсский «Динабург» покидают лигу из-за финансовых трудностей.

## Чемпионы
| Год  | Чемпион              |
| ---- | -------------------- |
| 1931 | Юниорс               |
| 1932 | Юниорс               |
| 1933 | Юниорс               |
| 1934 | АСК                  |
| 1935 | АСК                  |
| 1936 | АСК                  |
| 1937 | Университатес Спортс |
| 1938 | АСК                  |
| 1939 | АСК                  |
| 1940 | Университатес Спортс |
| 1941 | Динамо               |
| 1942 | Университатес Спортс |
| 1944 | Университатес Спортс |
| 1992 | Сага                 |
| 1993 | Пардаугава           |
| 1994 | Хокей Центрс         |
| 1995 | Ник'с Брих           |
| 1996 | Альянс               |
| 1997 | Эссамика             |
| 1998 | Ник'с Брих           |
| 1999 | Ник'с Брих           |
| 2000 | Металлург            |
| 2001 | Рига 2000            |
| 2002 | Металлург            |
| 2003 | Металлург            |
| 2004 | Рига 2000            |
| 2005 | Рига 2000            |
| 2006 | Рига 2000            |
| 2007 | Рига 2000            |
| 2008 | Металлург            |
| 2009 | Металлург            |
| 2010 | Динамо-Юниорс        |
| 2011 | Металлург            |
| 2012 | Металлург            |
| 2013 | СМСкредит.лв         |
| 2014 | Призма               |
| 2015 | Мого                 |
| 2016 | Лиепая               |
| 2017 | Курбадс              |
| 2018 | Курбадс              |
| 2019 | Мого                 |
| 2020 | Не проводилось       |
| 2021 | Олимп                |
| 2022 | Земгале              |
| 2023 | Земгале              |